# ヘイ・フェスティバル

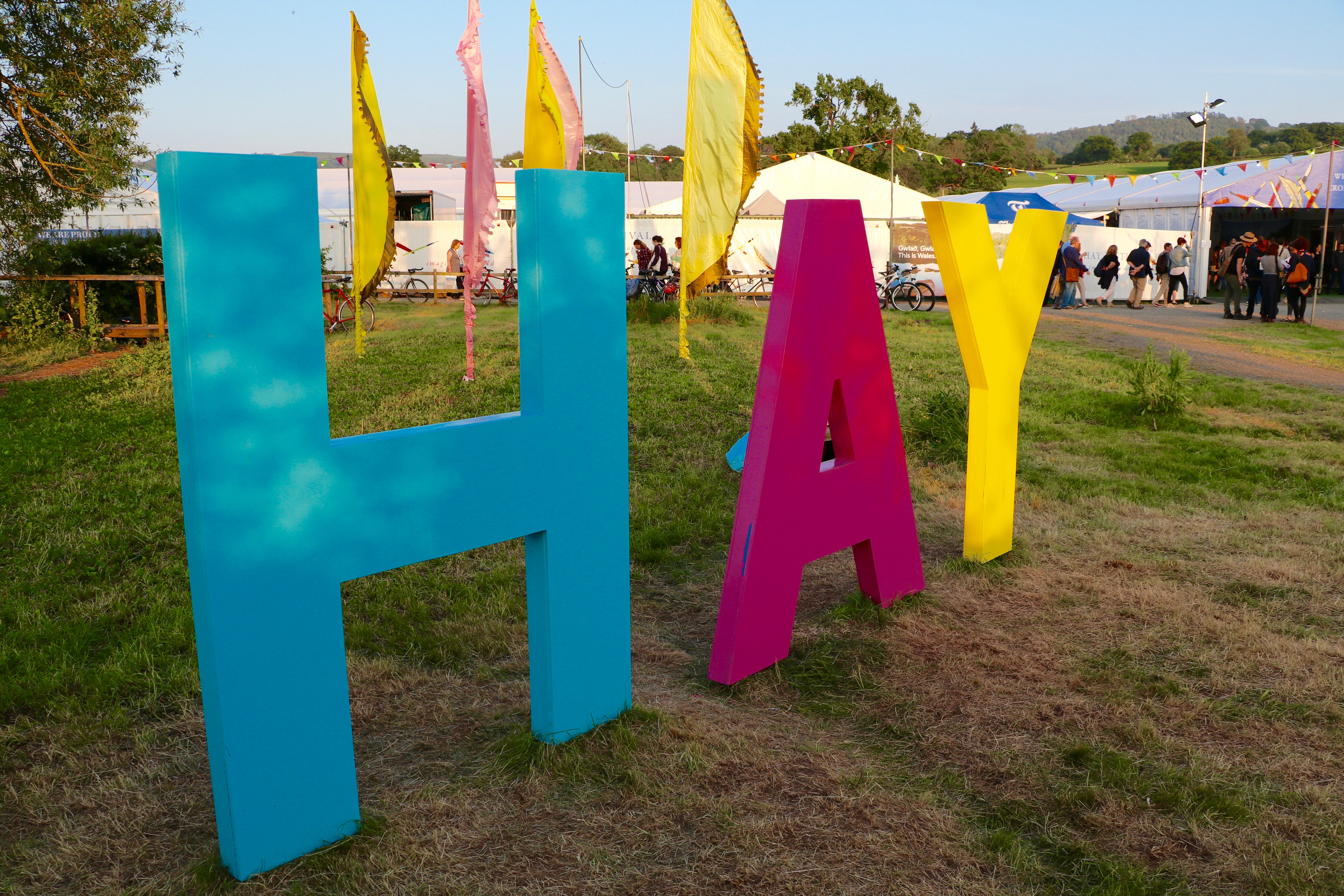
Hay Festival 2016

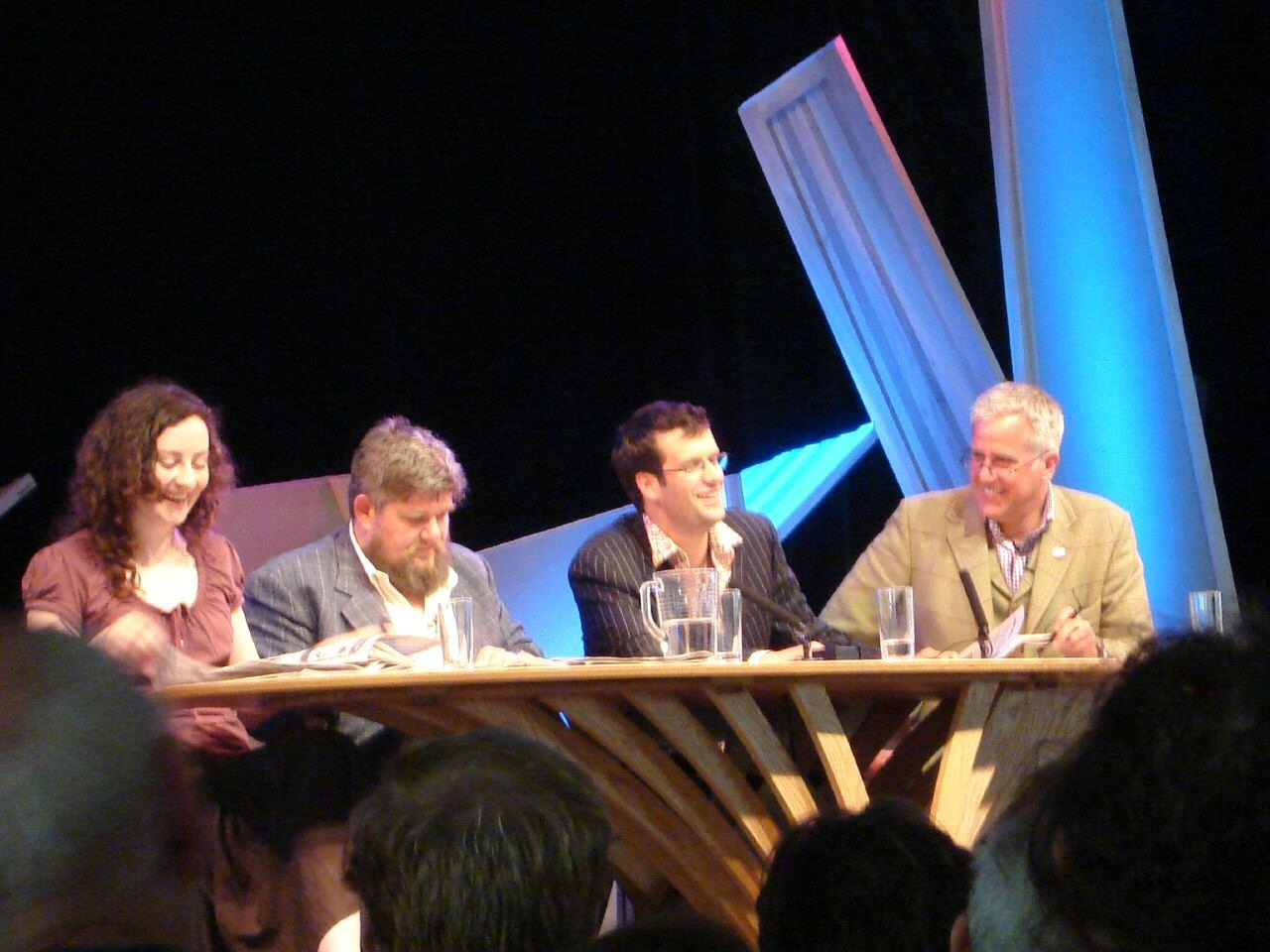
2008年5月のヘイ・フェスティバルにて、TV番組『ジ・アーリー・エディション』の収録。

ヘイ・フェスティバル（英: Hay Festival of Literature & Arts）はウェールズ・ポーイスのヘイ・オン・ワイで、毎年5月から6月にかけ、10日間開かれる文学祭。1988年にノーマン・フローレンスと息子のピーター・フローレンスが発起したもので、2001年に出席したビル・クリントンはこれを「心のウッドストック」と表現している。ヘイ・フェスティバルは、当初から、ヘイ・オン・ワイ近くの様々な会場で開催されており、2005年にはより広い会場へ移転している。主なスポンサーは、2002年以降は『ガーディアン』が務めており、それ以前は『サンデー・タイムズ』だった。2011年から3年間は、『デイリー・テレグラフ』および関連のテレグラフ・メディア・グループが新しいスポンサーになると発表された。
ヘイ・フェスティバルは近年規模を拡大してきており、現在は音楽演奏や映画試写会も行なわれている。子供向けの「ヘイ・フィーバー」も併行して開催されている。またヘイ・フェスティバルは国際的な広がりも見せ、姉妹イベントがナイロビ（ケニア）、サカテカス（メキシコ）、モルディブ、ケーララ（インド）、ベイルート（レバノン）、ベルファスト（北アイルランド）、カルタヘナ（コロンビア）、アルハンブラ宮殿（スペイン）、ブリジェンドのパーク刑務所（ウェールズ）、セゴビア（スペイン）で開かれている。ヘイ・フェスティバルは2009年に、財政難のブレコン・ジャズ・フェスティバルの後援を行なった。
2009年のヘイ・フェスティバルには、文筆家のキャロル・アン・ダフィ、デヴィッド・サイモン、スティーヴン・フライ、デイヴィッド・ニコルズ、ジェニー・ヴァレンタイン、メルヴィン・ブラッグ、科学者のマーティン・リース、サビーネ・バーン、経済学者のアンソニー・ギデンズ、ニコラス・スターン、ハワード・デイビス、ダニー・カー、コメディアンのディラン・モーラン、ダラ・オ・ブライアン、サンディー・トクスヴィグ、その他一般講演者としてデヴィッド・フロスト、デズモンド・ツツ、ローワン・ウィリアムズ、ロドリー・モーガンらが参加した。
ヘイ・フェスティバルは、2009年にウェールズで英国女王賞を受けた11の受賞者のうちの一つである。